# Альтерманн, Юло
Юло Альтерманн (эст. Ülo Altermann; 5 октября 1923, волость Пайде — 15 апреля 1954, волость Койги) — эстонский военный, служивший в 20-й гренадерской дивизии СС (1-й эстонской) в годы Второй мировой войны, после войны — «лесной брат».

## Биография
Окончил сельскую школу, до войны работал на заводе. После присоединения Эстонии к СССР и оккупации Эстонии немцами был призван в немецкую армию, а именно в Ваффен-СС, в эстонские добровольческие подразделения. Обучался в военном лагере Хайде, после был отправлен на фронт. Сражался под Нарвой, на линии «Танненберг» и на Голубых холмах под Таллином. После отступления немцев сбежал в леса и, несмотря на объявленную в 1946 году амнистию легионеров СС, побоялся вернуться домой.
Спустя некоторое время Юло покинул «лесных братьев» и вернулся к работе, но ему стали приходить письма с просьбой прибыть на допрос. Осенью 1946 года НКВД провела обыск его дома в отсутствие хозяина, и вскоре Альтерманн опять сбежал в лес. Он служил в отряде «Орегон», но и сам руководил большой группой людей, которую называли «группой Юло Альтермана». По данным НКВД, отряд Юло скрывался в деревне Коэру волости Пайде. «Братья» под его командованием отличались высокими моральными качествами и отменной дисциплиной. В 1953 году в местечке Мяэкюла ими был взорван памятник Ленину.
Весной 1954 года на отряд Альтерманна была устроена засада. 15 апреля 1954 он был убит в перестрелке с милицией.